# John Cornforth
Sir John Warcup Cornforth (ur. 7 września 1917 w Sydney, zm. 8 grudnia 2013 w Susseksie) − australijski chemik, laureat Nagrody Nobla.

## Życiorys
Był drugim z czworga dzieci Johna Williama Cornfortha, nauczyciela urodzonego w Anglii oraz Hildy Eipper, pielęgniarki, wnuczki niemieckiego misjonarza, który osiadł w Nowej Południowej Walii. Dzieciństwo spędził częściowo w Sydney, a częściowo w Armidale. Kiedy miał dziesięć lat zaczął wykazywać objawy utraty słuchu na skutek otosklerozy. Jako nastolatek ogłuchł całkowicie. Uczęszczał wówczas do Sydney Boys High School, nauczyciel tej szkoły zasugerował mu zajęcie się chemią, jako dziedziną, w której głuchota będzie ograniczała go w niewielkim stopniu.
Podjął studia chemiczne na University of Sydney. Nie mogąc w pełni uczestniczyć w wykładach, spędzał wiele czasu w laboratorium chemii organicznej. Uczył się z głównie z książek oraz oryginalnej literatury naukowej, równocześnie opanowując język niemiecki. Nauczył się również samodzielnie przygotowywać szklany sprzęt laboratoryjny, znakując wytworzone przez siebie naczynia grecką literą Kappa (z tego powodu "Kappa" stało się jego przezwiskiem). W pracowni szklarskiej poznał Ritę Harradence, również studentkę chemii, która poprosiła go o naprawienie kolby, którą potłukła.    
Ukończył studia w 1937. W 1939 uzyskał stypendium Wystawy 1851, pozwalające mu na wyjazd na studia do Wielkiej Brytanii. Drugie stypendium w tym roku, uzyskała Rita Harradence. Oboje zdecydowali się na wyjazd na Uniwersytet Oksfordzki i pracę z zespole Roberta Robinsona, zajmującym się syntezą steroidów. W czasie II wojny światowej cały zespół włączył się w istotny z militarnego punktu widzenia, program badań nad peniciliną. W 1941 John Warcup Cornforth ożenił się z Ritą Harradence. W tym samym roku obydwoje uzyskali stopień doktora. 
W 1946 John Cornforth rozpoczął pracę w National Institute for Medical Research, mieszczącym się początkowo w Hampstead, a następnie w Mill Hill. Tam powrócił do badań nad steroidami. W 1951 opracował, równocześnie z Robertem Woodwardem, pierwszą syntezę totalną steroidów niearomatycznych. W tym czasie nawiązał współpracę z biochemikiem George'em Popjákiem, który pracował nad biosyntezą cholesterolu.  
Od 1961 pracował na Uniwersytecie Sussex w Wielkiej Brytanii. W 1962 wraz z George'em Popjákiem rozpoczął pracę w Laboratorium Enzymologii Chemicznej, założonej i prowadzonej przez Victora Rothschilda jednostce badawczej firmy Royal Dutch Shell. Prace Cornfortha opierały się na użyciu materiałów znakowanych izotopem węgla C-14, do określania pochodzenia poszczególnych atomów węgla przy przejściu ze skwalenu do cholesterolu. 
W 1975 powrócił na Uniwersytet Sussex. W tym samym roku otrzymał, wraz z Vladimirem Prelogiem, Nagrodę Nobla w dziedzinie chemii za prace nad stereochemią reakcji katalizowanych przez enzymy. W tym samym roku został wybrany Australijczykiem Roku. W 1977 otrzymał brytyjski tytuł szlachecki. 1982 roku przeszedł na emeryturę, ale pozostał aktywny naukowo. Laureat Medalu Copleya. Był członkiem zagranicznym Królewskiej Holenderskiej Akademii Sztuk i Nauk.
Z Ritą Harradence mieli troje dzieci: córki Philippę i Brendę oraz syna Johna.